# Plecturocebus caligatus
Plecturocebus caligatus is een zoogdier uit de familie van de sakiachtigen (Pitheciidae). De wetenschappelijke naam van de soort werd voor het eerst geldig gepubliceerd door Johann Andreas Wagner in 1842.

## Voorkomen
De soort komt voor ten zuiden van de Rio Solimões en van de Rio Purús tot de Rio Madeira, Brazilië.